# Йорданка Илиева
Йорданка Илиева е българска народна певица от Тракийската фолклорна област.

## Биография
Родена е на 22 август 1922 г. в село Недялско, Ямболско. Като малка научава песни от майка си, пее по празници, по хора и ниви. Първите си 12 песни записва през 1941 г. за известната тогава грамофонна фирма „Арфа“ с оркестъра на кларинетиста Ради Асенов и група „Микрофон“.
През 1943 г. е поканена за записи в Радио „София“, но не ги осъществява заради бомбардировките и се връща на село.
През 1946 г. отива отново в Радиото, за да представи две песни на живо, но закъснява.
През 1954 г. записва първата си песен за радиото – „Пил ми Недю“ с Угърчинската група. Оттогава до 1983 г. записва над 70 солови песни с Оркестъра за народна музика на БНР, НФА „Филип Кутев“ и др.
През 1951 г. е сред основателите на държавния ансамбъл за народни песни и танци „Филип Кутев“, където от 400 кандидат-солистки одобряват само 9, а тя е между тях. С ансамбъла пее в много страни по света до пенсионирането си през 1977 г. Записва стотици песни от Тракия за фонда на Радио „София“, „Балкантон“ издава четири малки и три дългосвирещи плочи на певицата, БНТ снима филми за нея.
Свързва житейската си съдба с гайдаря Илия Димитров – оркестрант от ансамбъл „Филип Кутев“, ръководител на Угърчинската група.
Умира на 3 април 2003 г. в София.
През 2006 г. излиза компактдискът „Овчари чукат кърмило“ с едни от най-известните песни от репертоара на певицата.

## Дискография

### Малки плочи
- 1971 – „Изпълнения на Йорданка Илиева“ (Балкантон – ВНМ 6292)
- 1972 – „Изпълнения на Йорданка Илиева и Павлина Радева“ (Балкантон – ВНМ 6492)
- 1972 – „Изпълнения на Йорданка Илиева и Стоянка Бонева“ (Балкантон – ВНМ 6493)
- 1976 – „Йорданка Илиева“ (Балкантон – ВНК 3288)

### Дългосвирещи плочи
- 1974 – „Йорданка Илиева“ (Балкантон – ВНА 1669)
- 1978 – „Йорданка Илиева и Илия Димитров – гайда“ (Балкантон – ВНА 10261)
- 1983 – „Йорданка Илиева“ (Балкантон – ВНА 11230)

### Компактдискове
- 2006 – „Овчари чукат кърмило“ (Sunrise Marinov)